# هروب (فلم)
هروب هو فيلم مصري عرض عام 1970، بطولة فريد شوقي وسهير المرشدي ويوسف شعبان، ومن إخراج حسن رضا.

## قصة الفيلم
تنقلب سيارة الترحيلات، وهي في طريقها إلى ليمان طرة، عائدة من محكمة الاستئناف، وتمكن السجين عزت عبد الفتاح (فريد شوقي) من الهرب، ومعه في نفس القيد السجين فتحي سليمان (يوسف شعبان) الذي اضطر للهرب معه، على غير رغبته، فقد كان سيفرج عنه بعد شهر، وقد تلقى فتحي رصاصة في قدمه أثناء الهرب، ونشطت دوريات البحث عنهما، خصوصا وأن البوليس يعلم أن عزت هرب، لأنه يريد قتل المقاول شاكر الدسوقي (محمد الدفراوي). لجأ الهاربان لمنزل بمنطقة نائية، تمتلكه شقيقة زميلهم بالسجن، تدعى سنية (سهير المرشدي) تدير كشك لبيع السجائر ولديها سيارة عتيقة تعمل في نقل الركاب بالنفر، يقودها إسماعيل (أحمد ماهر تيخة)، وتعاطفت سنية مع السجينان وقدمت لهما بعض من ملابس شقيقها المسجون، ليستبدلوها بملابس السجن، رغم وجود القيد في أيديهم، وعلمت سنية من عزت، أنه كان يرعى أخته الأرملة (عواطف رمضان) وأبناءها الصغار، ويعمل لدى المقاول شاكر الدسوقي الذي طلب منه نقل حمولة حديد ليلاً، ولكن البوليس قبض عليه، لأن الحديد مسروق، واستشهد به أمام النيابة، ولكن شاكر أنكر، وشهد عليه زوراً، ليتم إحالته للمحاكمة وسجنه ثلاث سنوات، وحاول الهرب عدة مرات للانتقام من شاكر، ولكن سنية التي تعاطفت معه، طالبته بنسيان الانتقام، وتسليم نفسه، ووعدته بانتظاره حتى يخرج من السجن، ولأن سنية يطاردها سائق التاكسي، السكران دائماً، الأسطى وهدان (محمد أباظه)، فقد قرر عزت مغادرة المكان، حتى لا يؤذيان سنية، خصوصاً وأن عسكري الدورية سليمان (عبد الغني النجدي)، متواجد دائماً خارج منزل سنية. تعرف الناس على السجينان، المنشور صورهما بالجرائد، وطاردوهم بعد أن استولوا على موتوسيكل وهربا به، ثم تشبثا بسيارة نقل مسرعة، وتوجها لعيادة الدكتور يوسف عبيد (محمد توفيق)، الذي أخرج الرصاصة لفتحي، تحت التهديد، ومنحهما مضاد حيوي وبعض النقود، حيث حمله عزت فوق كتفه، وتوجه به لصحراء طرة، واختبئا في أحد الكهوف، وهاجم البوليس الكهف المجاور لكهفهم، وقبض على المختبئين فيه. كان فتحي يعمل صراف في بنك، واتفق مع شاكر الدسوقي على عمل إيداع وهمي، قيمته مائة ألف جنيه، تدخل حساب شاكر، ويواجه فتحي تهمة إختلاس المبلغ، وبعد خروجه من السجن يأخذ من شاكر، نصيبه في المبلغ، ولكن فتحي شككه في نية شريكه، ثم تمكن الهاربان من كسر قيدهما بوضعه على شريط السكة الحديد، ليمر عليه القطار وتفرقا، حيث أقام فتحي لدى صديقته نادية (كوثر شفيق)، بينما اقتحم عزت أحد المنازل، وعرضت عليه سعاد (زيزي البدراوي)، ابنة صاحب المنزل، نقله بسيارتها لأي مكان، وفي الطريق استولى على السيارة، وتوجه عزت لمنزل شاكر، واقتحمه رغم قوة البوليس من حوله، ولكنه اكتشف وجود فتحي الذي قتل شاكر، بعد أن أنكر حقه، واقتحم البوليس الشقة وقبض على الهاربان.

## طاقم التمثيل
- فريد شوقي: (عزت عبد الفتاح)
- سهير المرشدي: (سنية)
- يوسف شعبان: (فتحي سليمان)
- محمد توفيق: (الدكتور يوسف عبيد)
- محمد الدفراوي: (شاكر دسوقي)
- محمد أباظة: (الأسطى وهدان)
- زيزي البدراوي: (سعاد عبد العزيز)
- إبراهيم الشامي: (مساعد مدير الأمن)
- كوثر شفيق: (نادية - صديقة فتحي)
- أحمد ماهر تيخة: (إسماعيل السائق)
- فتحية شاهين: (والدة سعاد)
- عواطف رمضان: (أمينة عبد الفتاح)
- محمود رشاد: (عبد العزيز)
- عبد الغني النجدي: (الشاويش سليمان)
- حلمي هلالي: (ضابط)
- علا رامي: (سهير عبد العزيز - الطفلة)
- مطاوع عويس: (راكب بسيارة سنية)
- محمد عبد المجيد: (مأمور ليمان طرة)
- علي كامل: (الحاج محمد البقال)
- عصام الحلبي: (ضابط المباحث)
- حللي محمد: (راكب بسيارة سنية)
- أحمد أبو عبية: (ضابط)
- سيد عبد الله: (وكيل النيابة)

## فريق العمل
- إخراج: حسن رضا
- قصة وحوار: سامي أمين
- سيناريو: كامل حفناوي
- مدير التصوير: فيكتور أنطون
- مونتاج: حسين عفيفي
- موسيقى تصويرية: فؤاد الظاهري
- إنتاج: أحمد كامل حفناوي
- توزيع داخلي: شركة القاهرة للتوزيع السينمائي
- توزيع خارجي: وكالة الجاعوني